# Eero Korte
Eero Korte (Orimattila, Finlandia, 20 de septiembre de 1987) es un futbolista finlandés, actual mediocampista del  JJK Jyväskylä de la Veikkausliiga de Finlandia.
Es llamado "el próximo Jari Litmanen" por los expertos en fútbol de su país debido a su fenomenal técnica, pero aún no cumple las expectativas fijadas en él. A pesar de que hizo su debut en la Veikkausliiga debut already in 2004 a los 16 años ha sufrido de múltiples lesiones durante su primer año en el Lahti. Durante el 2003 y 2004 fue invitado por el Ajax, el Chelsea y la Fiorentina a entrenar en los mismos.
En la temporada del 2010 al perder el Lahti la categoría, Korte se unió al JJK Jyväskylä en un contrato de 2 años.

## Clubes
| Club      | País      | Año         |
| --------- | --------- | ----------- |
| Lahti     | Finlandia | 2004 - 2010 |
| Jyväskylä | Finlandia | 2011 -      |